# Seznam děkanů Pedagogické fakulty Masarykovy univerzity
Toto je seznam děkanů Pedagogické fakulty Masarykovy univerzity.
1. František Trávníček (1946–1948)
2. Vilém Chmelař (1948)
3. Josef Trtílek (1948–1950)
4. František Kalousek (1950–1952)
5. Josef Trtílek (1952–1953)
fakulta zrušena
6. Josef Trtílek (1964–1965)
7. František Frendlovský (1965–1970)
8. Josef Dočekal (1970–1976)
9. Jaroslav Sýkora (1976–1978)
10. Jaroslav Hadač (1978–1980)
11. Milan Přadka (1980–1990)
12. Stanislava Kučerová (1990–1991)
13. Josef Janás (1991–1996)
14. Otta Říha (1996–2001)
15. Vladislav Mužík (2001–2007)
16. Josef Trna (2007–2015)
17. Jiří Němec (2015–2023)
18. Simona Koryčánková (od 2023)[2]